# Lúcio Atílio Lusco
Lúcio Atílio Lusco (em latim: Lucius Atilius Luscus) foi um político da gente Atília nos primeiros anos da República Romana eleito tribuno consular em 444 a.C. com Tito Clélio Sículo e Aulo Semprônio Atratino.

## História
Depois de três meses, Lúcio e seus colegas tiveram que renunciar pois os áugures decretaram que a nomeação dos três havia sido irregular pois Caio Cúrsio Filão, cônsul do ano anterior, que havia presidido as eleições, "não havia escolhido o local correto para a tenda augural".